# Gilson Gênio
Gilson Wilson Francisco, mais conhecido como Gilson Gênio (Itaguaí, 20 de junho de 1957 — Rio de Janeiro, 28 de maio de 2017), foi um treinador e futebolista brasileiro, que atuava como ponta-esquerda.
Gilson era irmão de Gilcimar, que também atuou como ponta, só que no lado direito de ataque. Gilcimar jogou em equipes como Fluminense, America, Inter de Limeira, Bahia — curiosamente, todas equipes em que seu irmão também atuaria —, Palmeiras, Cruzeiro, Itaperuna, Rio Claro e Jataí-GO.

## Carreira

### Como jogador
Revelado nas divisões de base do Fluminense, Gilson recebeu o apelido de "Gênio" em 1976, quando a torcida Ilha Flu resolveu colocar uma faixa nas arquibancadas das Laranjeiras para homenageá-lo. O apelido agradou Gilson, que desde então passou a usá-lo.
Ainda no Fluminense, já no elenco profissional, Gilson Gênio fez parte da Máquina Tricolor, na qual participou do bicampeonato carioca conquistado nos anos de 1975 e 1976. Deixou o Fluminense em 1979.
Pelo Bahia, em 1981, foi o autor do gol do título estadual, além de ser o terceiro artilheiro do Campeonato, com dezessete gols.
Em 1982, pelo America, fez o gol do título do Torneio dos Campeões.
Pelo Grêmio, foi campeão da Libertadores e vice-campeão estadual em 1983.
Em 1985, foi vice-campeão brasileiro com o Bangu.
Em 1985, foi campeão paulista com a Inter de Limeira.
Em 1987, foi contratado pelo Santa Cruz, onde foi Campeão Pernambucano naquele ano.

### Como treinador
Após encerrar a carreira como jogador, Gilson Gênio decidiu iniciar as atividades de treinador no clube que o revelou. Trabalhou por diversas oportunidades nas categorias de base do Tricolor Carioca, tendo, inclusive, duas oportunidades de mostrar seu trabalho também na equipe profissional.
Gilson foi solicitado em 2003 e também em 2009, quando, durante a disputa do Campeonato Carioca, René Simões foi demitido do cargo e a diretoria solicitou, às pressas, que Gilson comandasse o elenco profissional nos treinos que antecederiam às próximas partidas.
Ainda pelas divisões de base do Fluminense, ajudou a revelar alguns jogadores, como é o caso de Carlos Alberto, que surgiu como uma grande revelação no Tricolor, e que passou quatro anos sobre os cuidados de Gilson. Na equipe profissional, porém, não conseguiu mostrar o seu melhor futebol e, logo após passar a temporada 2002–03 no Flu, foi negociado junto ao Porto de Portugal.
Outro jogador revelado no Fluminense e que passou pelas mãos de Gilson Gênio foi Rodrigo Tiuí, que teve como primeiro treinador o próprio Gilson Gênio. Quando surgiu em Xerém e subiu para o plantel principal, Tiuí era considerado uma "joia" das categorias de base do Tricolor. Assim como Carlos Alberto, porém, acabou não sendo bem sucedido no time profissional e logo foi emprestado ao Noroeste e Santos para adquirir experiência. Quando retornou às Laranjeiras, logo foi negociado em definitivo junto ao também português Sporting.
Entre o fim de 2010 e o início de 2011, esteve à frente do comando do America-RJ.
Também treinou a equipe do São Cristóvão, em 2012.
Em 2012, trabalhou no elenco sub-20 do mineiro Itaúna, em 2012.
Entre abril e outubro de 2013, comandou a equipe do São Pedro, na Série C do Campeonato Carioca, que quase conquistou o acesso à Série B de 2014. Em 23 partidas disputadas na terceira divisão sob o comando de Gilson, o clube aldeense obteve um aproveitamento de 68,1% na competição: 15 vitórias, 2 empates e 6 derrotas. Entretanto, apesar do bom aproveitamento e da quase classificação, Gilson Gênio foi demitido do cargo, em outubro de 2013, por não obter o acesso.

## Morte
Morreu em 28 de maio de 2017 vítima de câncer colorretal diagnosticado em 2014.

## Títulos

### Como jogador
Fluminense
- Campeonato Carioca: 1975 e 1976
- Torneio Viña del Mar: 1976[26]
- Torneio de Paris: 1976
- Troféu Teresa Herrera: 1977
- Copa Governador Faria Lima: 1977
- Copa Vale do Paraíba: 1977

Bahia
- Campeonato Baiano: 1981

America
- Torneio dos Campeões: 1982

Grêmio
- Copa Libertadores da América: 1983

Inter de Limeira
- Campeonato Paulista: 1986[27]

Santa Cruz
- Campeonato Pernambucano: 1987

### Como treinador[28]
Entrerriense
- Campeonato Carioca - Série B1 (Módulo Extra): 2001

Fluminense
- Campeonato Carioca Sub-17 (Juvenil): 2001 e 2007
- Campeonato Carioca de Futebol Sub-20: 2002, 2003 e 2004
- Torneio Octávio Pinto Guimarães (Juniores): 2008

## Campanhas de destaque

### Como jogador
Bangu
- Campeonato Brasileiro de Futebol: 1985 (vice-campeão)